# Franz De Vadder

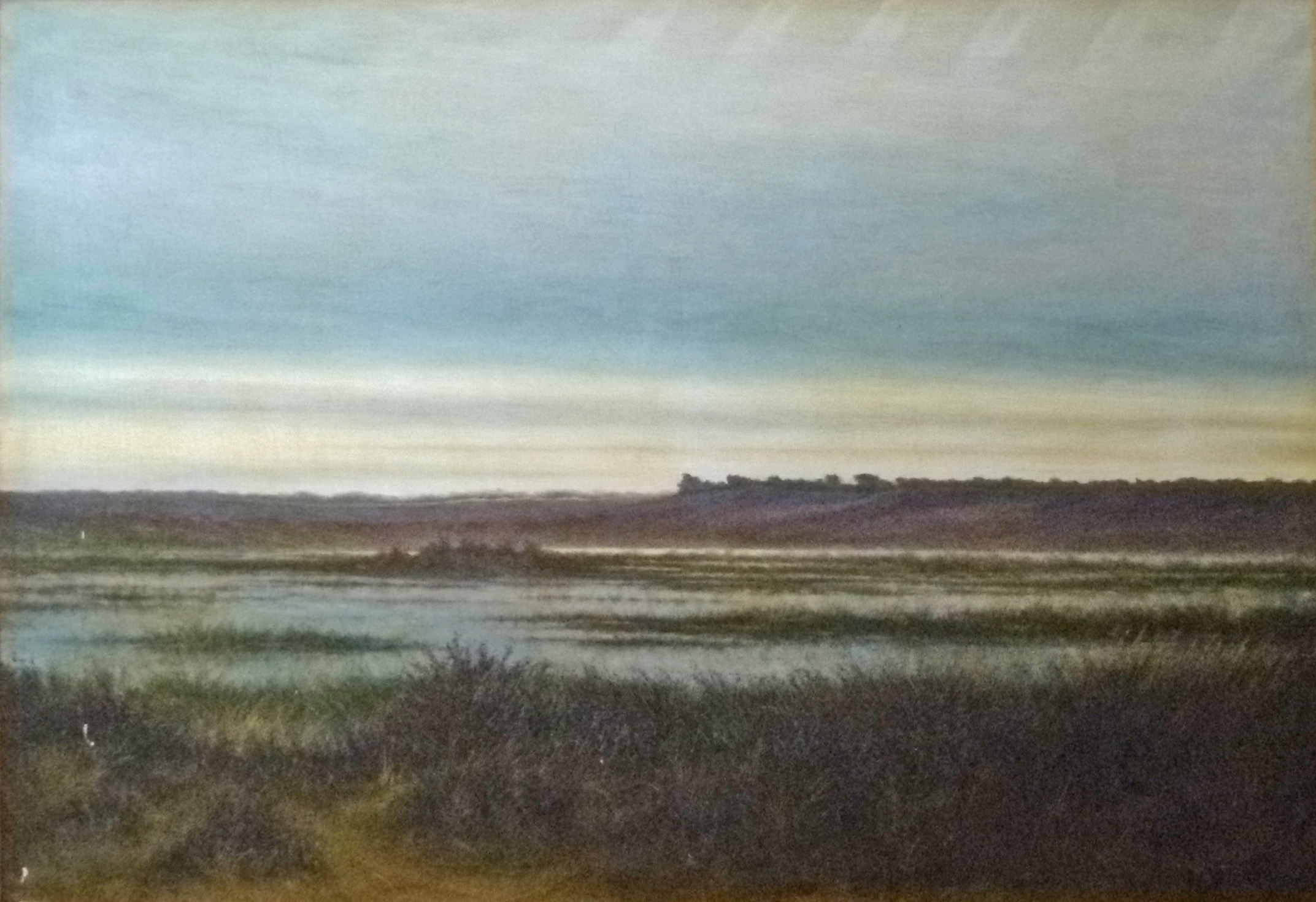
Ven in Kalmthout

François Leopold De Vadder (genoemd Franz De Vadder) (Brugge, 2 december 1862 – aldaar, 1936) was een Belgisch romantisch-realistisch schilder, etser en vooral aquarellist. Hij was de zoon van Joannes Ludovicus (Jean) De Vadder en Louise De Klerck. Tot hetzelfde gezin behoorden nog een broer (Adolphe) en twee zusters (Marie en Justine).
De Vadder kreeg zijn opleiding aan de Antwerpse Academie voor Schone Kunsten. Hier leerde hij de beginselen voor het schilderen van mensen en dieren door de gevierde kunstschilder Karel Verlat, het schilderen van landschappen door Jozef Van Luppen (1834-1891) en het "tekenen naar echte leven" door Polydore Beaufaux. Hij behaalde er in 1883 de "Prix d'excellence, peinture de paysages et animaux". In die periode geraakte hij bevriend met zijn medeleerlingen Leon Delderenne en Henry Rul.
Hierna ging Franz De Vadder naar Parijs en vervolmaakte zijn talenten aan de Académie des beaux-arts bij de portrettist Hippolyte Flandrin en in het atelier van Thomas Couture (1815-1879). Hij had er ook contact met Gustave Courbet.
In 1889 verbleef hij in Kalmthout. Hij woonde er in de dorpsstraat, recht tegenover de Sint-Jacobskapel (die hij tweemaal op doek zou weergeven). In die periode schilderde hij een aantal gezichten op de Kalmthoutse heide. Hierna verhuisde hij naar een atelier in de Regentstraat in Antwerpen. Hier ontmoette hij opnieuw zijn vriend Henry Rul. Samen gingen zij dikwijls opnieuw op pad naar de mooiste plekjes van de Kalmhoutse heide. Hij wordt gerekend tot de Kalmthoutse School.
Hij werd reeds in 1877 leraar aan de Antwerpse Academie voor Schone Kunsten en werd er in 1885 benoemd tot directeur. Hij speelde een belangrijke rol in het Antwerpse kunstleven in die periode.
Hij woonde of verbleef geruime tijd in Sint-Amands. Hij huurde een kamer in een logementshuis in de Kerkstraat. Hier werd hij een goede vriend van de kunstschilder Romain Steppe. Hij liet zich hier inspireren door de oevers van de Schelde, maar schilderde ook in de wijde omgeving. Hij werd op zijn verzoek begraven in Sint-Amands naast het graf van Romain Steppe.
Zijn meeste werken bevinden zich in privébezit, maar enkele schilderijen werden aangekocht door de Koninklijke Musea voor Schone Kunsten van België in Brussel en Antwerpen.

## Oeuvre
Hij was een romantisch-realistische schilder en graveur van sfeervolle landschappen, dierentaferlen, portretten en marines. Er zijn ook veel aquarellen van hem bekend.

## Tentoonstellingen
- 1900 Neuilly: grote prijs
- 1900 Expositie van Londen: gouden medaille
- 1904 Exposition de Paris: grote prijs
- 1906 Parijs: grote prijs

- Union List of Artist Names: 500176787
- Virtual International Authority File: 131255001